# 波坦察省维耶特里
波坦察省维耶特里（義大利語：Vietri di Potenza），是意大利波坦察省的一个市镇。总面积52平方公里，人口2949人，人口密度56.7人/平方公里（2009年）。ISTAT代码为076096。